# Denis Leary
Denis Colin Leary (Worcester, 18 augustus 1957) is een stand-upkomiek en acteur met zowel de Amerikaanse als Ierse nationaliteit. Hij werd meermaals genomineerd voor een Emmy Award, Golden Globe en Satellite Award.

## Levensloop
Denis Leary schreef voor de serie Rescue Me waarin hij als Tommy Gavin ook een van de hoofdpersonages speelt en waarvan hij meer dan veertig afleveringen zelf produceerde. Ook leende hij zijn stem aan de animatiefilms Ice Age, Ice Age 2, Ice Age 3 en Ice Age 4 als de smilodon Diego.
Leary spuit zijn cynische kritieken over de maatschappij niet alleen als komiek op een podium, maar tevens als zanger en schrijver. Zo bracht hij in 1992 het boek No Cure for Cancer uit en in 2008 Why We Suck: A Feel Good Guide to Staying Fat, Loud, Lazy and Stupid. Ook nam hij nummers op als I'm an asshole en Life is gonna suck (when you grow up).

### Persoonlijk
Leary trouwde in 1989 met de vijf jaar jongere Ann Lembeck, met wie hij twee kinderen kreeg. Hij is een neef van Conan O'Brien, presentator van The Tonight Show.

## Leary en Hicks
Leary's activiteiten als komiek zijn niet geheel onomstreden, daar hij er meermaals van beschuldigd is materiaal te hebben gestolen van Bill Hicks, met wie hij in het verleden bevriend was. Ongeacht de oorzaak, staat vast dat hij in zijn stand-up shows diverse malen teksten gebruikte die ook Hicks in de mond nam. Tevens gebruikt hij een soortgelijk voorkomen als cynische maatschappijcriticus en trotse roker. Toen de controverse over het al dan niet gestolen materiaal speelde, kwam er een einde aan Hicks' en Leary's vriendschap.

## Nominaties
Leary werd genomineerd voor een:
- Golden Globe in:

2009: voor zijn rol in de historische dramafilm Recount
2005: voor zijn rol in de televisieserie Rescue Me
- Emmy Award in:

2008: voor zijn rol in de historische dramafilm Recount
2007: voor zijn rol in de televisieserie Rescue Me
2006: voor zijn rol in de televisieserie Rescue Me
2005: voor zijn rol in de televisieserie Rescue Me
- Satellite Award:

2007: voor zijn rol in de televisieserie Rescue Me
2006: voor zijn rol in de televisieserie Rescue Me
2005: voor zijn rol in de televisieserie Rescue Me

## Discografie
- 1993: No Cure for Cancer
- 1997: Lock 'n Load
- 2004: Merry F#%$in' Christmas

## Filmografie
*Exclusief televisiefilms
| - Draft Day (2014) - The Amazing Spider-Man 2 (2014) - The Amazing Spider-Man (2012) - Ice Age: Continental Drift (2012, stem) - Ice Age: Dawn of the Dinosaurs (2009, stem) - Ice Age: The Meltdown (2006, stem) - The Secret Lives of Dentists (2002) - Ice Age (2002, stem) - Bad Boy (2002) - Final (2001) - Double Whammy (2001) - Sand (2000) - Company Man (2000) - Lakeboat (2000) - Do Not Disturb (1999) - Jesus' Son (1999) - The Thomas Crown Affair (1999) - True Crime (1999) - A Bug's Life (1998, stem) - Small Soldiers (1998) | - Wide Awake (1998) - Snitch (1998) - Wag the Dog (1997) - The Matchmaker (1997) - The Real Blonde (1997) - Suicide Kings (1997) - Love Walked In (1997) - Underworld (1996) - Two If by Sea (1996) - The Neon Bible (1995) - Operation Dumbo Drop (1995) - The Ref (1994) - Gunmen (1994) - Judgment Night (1993) - Demolition Man (1993) - Who's the Man? (1993) - The Sandlot (1993) - Loaded Weapon 1 (1993) - Strictly Business (1991) - Long Walk to Forever (1987) |

## Televisieseries
*Exclusief eenmalige gastrollen
- Rescue Me – Tommy Gavin (2004–2009, meer dan zeventig afleveringen sinds juli 2004)
- The Job – Mike McNeil (2001–2002, negentien afleveringen)
- Law & Order: Organized Crime (seizoen 2) - Frank Donnelly